# Olympische Sommerspiele 1988/Rudern – Vierer mit Steuermann
Der Ruderwettbewerb im Vierer mit Steuermann der Männer bei den Olympischen Spielen 1988 in Seoul wurde vom 19. bis zum 24. September 1988 auf der Misari Regatta Strecke in Hanam ausgetragen. 70 Athleten in 14 Booten traten an.
Der Wettbewerb, der über die olympische Ruderdistanz von 2000 Metern ausgetragen wurde, begann mit drei Vorläufen mit jeweils fünf oder vier Mannschaften. Die jeweils erst-, zweit- und drittplatzierten Boote der Vorläufe qualifizierten sich für das Halbfinale A/B, während die verbleibenden fünf Boote in den Hoffnungslauf gingen. Im Hoffnungslauf qualifizierte sich das erst-, zweit- und drittplatzierte Boot ebenfalls für das Halbfinale A/B, während die verbliebenen zwei Boote aus dem Wettbewerb ausschieden.
In den beiden Halbfinalläufen A/B qualifizierten sich die ersten drei Boote für das A-Finale, die Plätze 4 bis 6 qualifizierten sich für das B-Finale zur Ermittlung der Plätze 7 bis 12. Im A-Finale am 25. September 1988 kämpften die besten sechs Boote um olympische Medaillen.
Die jeweils qualifizierten Ruderer sind hellgrün unterlegt.
Die Favoriten auf den Titel kamen aus der DDR. Die Mannschaften der DDR konnten Weltmeister 1987 und 1986 werden und 1985 die Bronzemedaille gewinnen. Die Sowjetunion, die 1987 Vizeweltmeister werden konnte, trat mit einem komplett neu besetzten Boot an, nur Wladimir Romanischin war von dieser Mannschaft noch mit dabei.
In den Vorläufen gewannen Ostdeutschland, die Vereinigten Staaten und Rumänien. Im ersten Halbfinale konnte die DDR vor Rumänien gewinnen. Im zweiten Halbfinale gewann Großbritannien, dass sich nach einem schlechten Vorlauf erst über den Hoffnungslauf für das Halbfinale qualifizierte. Im Finale setzte sich das Boot aus der DDR vom Start weg an die Spitze. Dahinter kämpften Rumänien und Neuseeland um den zweiten Platz. Auf den ersten 1000 Metern war dabei Neuseeland immer knapp vorne, danach hatte Rumänien in diesem Zweikampf die Nase vorne und konnte die Silbermedaille gewinnen. Den Sieg der DDR konnten beide Boote aber zu keiner Zeit gefährden.

## Titelträger
| Olympiasieger | Vereinigtes Königreich Besatzung: Cross, Budgett, Holmes, Redgrave, Ellison (Stm.) | Los Angeles 1984 |
| Weltmeister   | DDR Besatzung: Klawonn, Eichwurzel, Niesecke, Schmeling, Reiher (Stm.)             | Kopenhagen 1987  |

## Vorläufe
Montag, 19. September 1988
- Qualifikationsnormen: Platz 1-3 -> Halbfinale A/B, ab Platz 4 -> Hoffnungslauf

### Vorlauf 1
| Platz | Nation         | Athleten                                                 | Zeit (min) | Qualifikation  |
| ----- | -------------- | -------------------------------------------------------- | ---------- | -------------- |
| 1     | DDR            | Schmeling, Niesecke, Eichwurzel, Klawonn, Reiher (Stm.)  | 6:00,75    | Halbfinale A/B |
| 2     | BR Deutschland | Baar, Klapheck, Korte, Lütkefels, Ruppel (Stm.)          | 6:02,98    | Halbfinale A/B |
| 3     | Neuseeland     | White, Wright, Johnston, Keys, Bird (Stm.)               | 6:03,35    | Halbfinale A/B |
| 4     | Italien        | Carando, Massa, Maurogiovanni, Miccoli, Lucchetta (Stm.) | 6:06,09    | Hoffnungslauf  |
| 5     | Großbritannien | Clift, Cross, Garrett, Maxey, Thomas (Stm.)              | 6:20,89    | Hoffnungslauf  |

### Vorlauf 2
| Platz | Nation             | Athleten                                                  | Zeit (min) | Qualifikation  |
| ----- | ------------------ | --------------------------------------------------------- | ---------- | -------------- |
| 1     | Vereinigte Staaten | Darling, Huntington, Terwilliger, Walters, Zembsch (Stm.) | 6:08,36    | Halbfinale A/B |
| 2     | Tschechoslowakei   | Doleček, Hlídek, Macháček, Šubrt, Hejdušek (Stm.)         | 6:11,25    | Halbfinale A/B |
| 3     | Jugoslawien        | Banjanac, Celent, Marušić, Pivač, Varga (Stm.)            | 6:12,33    | Halbfinale A/B |
| 4     | Spanien            | Alarcón, Márquez, Oyarzábal, Urbieta, Viñolas (Stm.)      | 6:14,69    | Hoffnungslauf  |
| 5     | Kanada             | Backer, Houlding, Marland, Saunderson, Paul (Stm.)        | 6:15,21    | Hoffnungslauf  |

### Vorlauf 3
| Platz | Nation      | Athleten                                               | Zeit (min) | Qualifikation  |
| ----- | ----------- | ------------------------------------------------------ | ---------- | -------------- |
| 1     | Rumänien    | Popescu, Șnep, Tomoiagă, Robu, Lovrenschi (Stm.)       | 6:10,26    | Halbfinale A/B |
| 2     | Sowjetunion | Kučinskas, Narmontas, Romanischin, Sotow, Titow (Stm.) | 6:16,53    | Halbfinale A/B |
| 3     | Schweiz     | Hotz, Saile, Schneider, Weitnauer, Honegger (Stm.)     | 6:27,52    | Halbfinale A/B |
| 4     | Südkorea    | Jae-won, Man-gu, Tae-hwa, Gwang-jae, Seong-nae (Stm.)  | 6:57,99    | Hoffnungslauf  |

## Hoffnungslauf
Mittwoch, 21. September 1988
- Qualifikationsnormen: Platz 1-3 -> Halbfinale, ab Platz 4 -> ausgeschieden

| Platz | Nation         | Athleten                                                 | Zeit (min) | Qualifikation  |
| ----- | -------------- | -------------------------------------------------------- | ---------- | -------------- |
| 1     | Großbritannien | Clift, Cross, Garrett, Maxey, Thomas (Stm.)              | 6:31,11    | Halbfinale A/B |
| 2     | Italien        | Carando, Massa, Maurogiovanni, Miccoli, Lucchetta (Stm.) | 6:32,14    | Halbfinale A/B |
| 3     | Kanada         | Backer, Houlding, Marland, Saunderson, Paul (Stm.)       | 6:33,05    | Halbfinale A/B |
| 4     | Spanien        | Alarcón, Márquez, Oyarzábal, Urbieta, Viñolas (Stm.)     | 6:34,36    | ausgeschieden  |
| 5     | Südkorea       | Jae-won, Man-gu, Tae-hwa, Gwang-jae, Seong-nae (Stm.)    | 7:19,22    | ausgeschieden  |

## Halbfinale
Donnerstag, 22. September 1988
- Qualifikationsnormen: Plätze 1-3 -> Finale A, ab Platz 4 -> Finale B

### Halbfinale A/B 1
| Platz | Nation           | Athleten                                                 | Zeit (min) | Qualifikation |
| ----- | ---------------- | -------------------------------------------------------- | ---------- | ------------- |
| 1     | DDR              | Schmeling, Niesecke, Eichwurzel, Klawonn, Reiher (Stm.)  | 6:07,91    | Finale A      |
| 2     | Rumänien         | Popescu, Șnep, Tomoiagă, Robu, Lovrenschi (Stm.)         | 6:09,86    | Finale A      |
| 3     | Neuseeland       | White, Wright, Johnston, Keys, Bird (Stm.)               | 6:10,41    | Finale A      |
| 4     | Italien          | Carando, Massa, Maurogiovanni, Miccoli, Lucchetta (Stm.) | 6:15,93    | Finale B      |
| 5     | Tschechoslowakei | Doleček, Hlídek, Macháček, Šubrt, Hejdušek (Stm.)        | 6:20,42    | Finale B      |
| 6     | Schweiz          | Hotz, Saile, Schneider, Weitnauer, Honegger (Stm.)       | 7:55,92    | Finale B      |

### Halbfinale A/B 2
| Platz | Nation             | Athleten                                                  | Zeit (min) | Qualifikation |
| ----- | ------------------ | --------------------------------------------------------- | ---------- | ------------- |
| 1     | Großbritannien     | Clift, Cross, Garrett, Maxey, Thomas (Stm.)               | 6:15,22    | Finale A      |
| 2     | Vereinigte Staaten | Darling, Huntington, Terwilliger, Walters, Zembsch (Stm.) | 6:15,30    | Finale A      |
| 3     | Jugoslawien        | Banjanac, Celent, Marušić, Pivač, Varga (Stm.)            | 6:15,72    | Finale A      |
| 4     | BR Deutschland     | Baar, Klapheck, Korte, Lütkefels, Ruppel (Stm.)           | 6:15,87    | Finale B      |
| 5     | Sowjetunion        | Kučinskas, Narmontas, Romanischin, Sotow, Titow (Stm.)    | 6:16,69    | Finale B      |
| 6     | Kanada             | Backer, Houlding, Marland, Saunderson, Paul (Stm.)        | 6:17,36    | Finale B      |

## Finale

### A-Finale
Samstag, 24. September 1988, 1:50 Uhr MESZ

Anmerkung: zur Ermittlung der Plätze 1 bis 6
| Platz | Nation             | Athleten                                                  | Zeit (min) |
| ----- | ------------------ | --------------------------------------------------------- | ---------- |
| 1     | DDR                | Schmeling, Niesecke, Eichwurzel, Klawonn, Reiher (Stm.)   | 6:10,74    |
| 2     | Rumänien           | Popescu, Șnep, Tomoiagă, Robu, Lovrenschi (Stm.)          | 6:13,58    |
| 3     | Neuseeland         | White, Wright, Johnston, Keys, Bird (Stm.)                | 6:15,78    |
| 4     | Großbritannien     | Clift, Cross, Garrett, Maxey, Thomas (Stm.)               | 6:18,08    |
| 5     | Vereinigte Staaten | Darling, Huntington, Terwilliger, Walters, Zembsch (Stm.) | 6:18,47    |
| 6     | Jugoslawien        | Banjanac, Celent, Marušić, Pivač, Varga (Stm.)            | 6:23,28    |

### B-Finale
Freitag, 23. September 1988, 0:42 Uhr MESZ

Anmerkung: zur Ermittlung der Plätze 7 bis 12
| Platz | Nation           | Athleten                                                 | Zeit (min) |
| ----- | ---------------- | -------------------------------------------------------- | ---------- |
| 7     | BR Deutschland   | Baar, Klapheck, Korte, Lütkefels, Ruppel (Stm.)          | 6:42,65    |
| 8     | Tschechoslowakei | Doleček, Hlídek, Macháček, Šubrt, Hejdušek (Stm.)        | 6:43,64    |
| 9     | Kanada           | Backer, Houlding, Marland, Saunderson, Paul (Stm.)       | 6:44,95    |
| 10    | Italien          | Carando, Massa, Maurogiovanni, Miccoli, Lucchetta (Stm.) | 6:45,39    |
| 11    | Schweiz          | Hotz, Saile, Schneider, Weitnauer, Honegger (Stm.)       | DNS        |
| 11    | Sowjetunion      | Kučinskas, Narmontas, Romanischin, Sotow, Titow (Stm.)   | DNS        |

### Weiteres Klassement ohne Finals
| Platz | Nation   | Athleten                                              | Zeit (min) |
| ----- | -------- | ----------------------------------------------------- | ---------- |
| 13    | Spanien  | Alarcón, Márquez, Oyarzábal, Urbieta, Viñolas (Stm.)  | –          |
| 14    | Südkorea | Jae-won, Man-gu, Tae-hwa, Gwang-jae, Seong-nae (Stm.) | –          |